# Carlos Castillo Armas
Carlos Castillo Armas (ur. 4 listopada 1914 w Escuintla, zm. 26 lipca 1957 w Gwatemali) – gwatemalski pułkownik, prezydent Gwatemali od 8 lipca 1954 aż do śmierci.

## Życiorys
Urodzony w należącym do ojca majątku ziemskim Santa Lucía Cotzumalguapa. Ukończył Gwatemalską Akademię Wojskową, przez jakiś czas przebywał w amerykańskiej bazie wojskowej Fort Leavenworth. W 1944 uczestniczył w obaleniu dyktatora Jorge Ubico i jego następcy, generała Federico Ponce. Podczas sprawowania władzy przez Juana Jose Arevalo (prezydenta w latach 1945–1951) Armas stał się przeciwnikiem liberalnego kursu w życiu politycznym oraz reform społecznych, przez co zaangażował się w liczne próby obalenia legalnych władz. Zamieszany w kolejny spisek na krótko przed wyborami prezydenckimi został aresztowany w 1951, a następnie zbiegł z więzienia i schronił się na terenie Hondurasu.
Od 1951 do 1954 występował przeciwko reformatorskim rządom prezydenta (rewolucja gwatemalska) Jacobo Arbenza Guzmána biorąc udział m.in. w tajnych planach CIA jak „operacja PBFORTUNE”. 27 czerwca 1954 w wyniku zorganizowanego przez CIA zamachu stanu („operacja PBSUCCESS”) został zmuszony do ustąpienia z urzędu prezydent Jacobo Arbenz Guzmán. Kilka dni później jego następcą ogłoszono powracającego z Hondurasu Armasa.
Jako prezydent zajął się głównie niwelowaniem skutków decyzji podjętych przez poprzedników. Cofnął postępową reformę gruntów wprowadzoną przez poprzednie administracje i zwrócił zajęte przez rząd dobra w ręce United Fruit Company. Z inspiracji CIA powołał paraterrorystyczny Narodowy Komitet Obrony Przed Komunizmem, zdelegalizował wiele partii politycznych, reaktywował zlikwidowaną po obaleniu Ubico tajną policję. W 1955 podjął decyzję o odsunięciu w czasie przewidzianych na następny rok wyborów prezydenckich, dodatkowo wprowadził przepis, w myśl którego jedynie jego macierzyste ugrupowanie, Narodowy Ruch Wyzwolenia, miało prawo zgłaszać kandydatów na urząd prezydenta. W 1956 wprowadził nową konstytucję gwarantującą mu kolejną czteroletnią kadencję. W 1955 amerykański wiceprezydent Richard Nixon powiedział o Armasie: Prezydent Castillo Armas (...) przez dwa lata zrobił więcej dla ludzi niż komuniści przez dziesięć lat
26 lipca 1957 został zastrzelony przez członka ochrony pałacowej, Romeo Vásqueza Sáncheza – nie wiadomo, kto stał za zamachem. Vasquez natychmiast popełnił samobójstwo, po czym oficjalnie został uznany za komunistę. Następcą Armasa został Luis Arturo González López.